# Old Formation
Die Old Formation war eine österreichische Rock-’n’-Roll-Band, die 1981 als Cover-Band für einschlägige Klubs gegründet wurde. Tatsächlich konnte sie sich aber mit Eigentiteln wie Rain in the City auch in der allgemeinen Pop-Szene positionieren.

## Geschichte
Robert Toegel (Gesang, Saxophon), Otto Sotosek (Gesang, Schlagzeug) und Josef „Pepi“ Veprek (Piano) gründeten 1981 eine Band mit der einfachen Zielsetzung, gelegentlich für Rock-’n’-Roll-Tänzer und -Fans in einschlägigen Klubs zu spielen. Dazu gesellten sich Andreas „Andy“ Kaltenhauser (Gesang, Gitarre), Gerhard Donhofer (Bass) und letztlich auch Josef „Gschiserl“ Meiböck (Gesang). Fast zufällig kamen sie in Kontakt mit dem damaligen Label CBS Records. Im Oktober 1981 wurde die erste LP aufgenommen und im März 1982 präsentiert. Die Auskoppelung Rain in the City konnte sich sofort in den Austrian Charts platzieren und ist bis heute ein Standard für Gruppen mit entsprechendem Repertoire.
Im Herbst 1984 wechselten Pianist und Sänger, es kamen Hannes Jaric (Piano) und Helmut „Steve George“ Arnet (Gesang) zu der Gruppe. In dieser Besetzung wurde die inzwischen 3. LP aufgenommen, die Auskoppelung Wake Up konnte sich wiederum in der Charts positionieren. Ein weiterer Titel aus der LP, Lemme Hear Your Heartbeat hatte weniger Erfolg in den Charts, aber eine Zeitlang starkes Airplay.
Im Jahr 1986 erfolgte dann der Wechsel zu der letzten Besetzung, die 1990 mit wenig Erfolg noch eine LP Kruzitürken veröffentlichte, 1993 löste sich dann die Gruppe auf.

## Auftritte
- Vorgruppe Shakin’ Stevens (1982) Kurhalle Oberlaa und Linzer Sporthalle
- Vorgruppe Shakin’ Stevens (1983) Wr.Stadthalle
- Rock'n'Roll Staatsmeisterschaften Augsburg (D) (1983)
- 3D-Fernsehen ORF-TV-Versuchsprogramm (26. Februar 1982)
- Tritsch-Tratsch ORF-TV (4. Juni 1982)
- Live Act und Begleitung von Peter Rapp, Casey Jones  (Don't Ha Ha) und Ted Herold (Moonlight) beim Stadthallen-Konzert 1984
- Donauinselfest 1985, 1986, 1987 (Hauptbühne), Zusätzlich Begleitung von Ulli Bäer (Der Durst bringt mi um), Casey Jones und Ted Herold auf dem Donauinselfest[7]

## Diskografie

### LPs
- 1982: Reelin' Rockin' and Rollin'  (CBS 85539)
- 1983: Let's go Rock and Roll (CBS 25274)
- 1984: Rock and Roll is Back (Lion Baby 1335061)
- 1990: Kruzitürken (Barless Records MA 42)

### EPs
- 1982: Rain in the City (CBS 2020 A)
- 1982: The Shape I'm In (CBS 2401 A)
- 1982: I'm Ready (CBS 2839 A)
- 1983: Where Have You Been (CBS 3063 A)
- 1983: True Fine Mama (CBS 3510 A)
- 1984: Wake up (Lion Baby 1135567)
- 1984: Lemme Hear Your Heartbeat (Lion Baby 1135627)
- 1984: Sad Woman (Lion Baby 113527)
- 1986: That's Why I Give My Love (Bellaphon 10031019)

### CDs
- 1992: Old Formation (LP1 + LP2; Columbia 47-1912 2)
- 1993: ...You Like Rock'n'Roll? (mit Fritz „Ty Tender“ Weiler; Columbia 659140-2)